# Michael Caulfield
Michael Caulfield (geboren 1949 in Sydney) ist ein australischer Autor, Regisseur, Produzent und Komponist. Er ist bekannt für sein Interesse an Militärgeschichte. Er produzierte die achtstündige Fernsehserie Australians at War, die 2001 ausgestrahlt wurde. Dies führte zur Gründung des Filmarchivs Australians at War Film Archive, das schließlich die Geschichten von über 2000 Australiern und ihre Erfahrungen mit dem Krieg aufzeichnete. Daraus wurden 21 Geschichten in dem Buch Voices of war veröffentlicht.

## Werke (Auswahl)
- Lawrence of Arabia the master illusionist. 1985.
- The unknown Anzacs. The real stories of our national legend; told through the rediscovered diaries and letters of the Anzacs who were there.
- Voices of war. Australians tell their stories. Hachette Australia, Sydney 2010, ISBN 978-0-7336-2473-5.
- The Vietnam years. From the jungle to the Australian suburbs. Hachette Australia, Sydney / London 2010, ISBN 978-0-7336-2413-1.